# Ахерн, Дженнифер
Дженнифер Ахерн (англ. Jennifer Ahern, род. 1978) — американский эпидемиолог. Ахерн занимает кафедру King Sweesy and Robert Womack Endowed и является заместителем декана по исследованиям в Школе общественного здравоохранения Калифорнийского университета в Беркли. Её исследования сосредоточены на влиянии социальной и физической среды, а также на программах и политике, которые изменяют социальную и физическую среду, на многих аспектах здоровья, включая насилие, злоупотребление психоактивными веществами, психическое здоровье и перинатальное здоровье.
Ахерн получила степень бакалавра искусств в области биологии человека в Брауновском университете в 1997 году. Она получила степень магистра общественного здравоохранения и докторскую степень в области эпидемиологии в Калифорнийском университете в Беркли в 2000 и 2007 годах соответственно.
В 2021-2022 годах она была президентом Общества эпидемиологических исследований. В 2022 году она была назначена исследователем в научной организации Chan Zuckerberg Biohub.